# 月阔察儿
月阔察儿（?—?），元朝大臣，又作月可察儿，蒙古人，元顺帝时中书平章政事。
至正六年（1346年），担任太子怯薛。至正十四年（1354年），担任知枢密院事，跟随右丞相脱脱镇压徐州红巾军芝麻李。之后，转任总兵，和中书左丞贾鲁率军攻打濠州郭子兴，于是担任中书平章政事。脱脱被免职，他和太不花、雪雪率军攻打高邮张士诚，加授太尉、大宗正府札鲁忽赤。元军军心浮动，被张士诚所击败。